# Centruroides
Centruroides este un gen de scorpioni din familia Buthidae. Genul cuprinde specii răspândite în America Centrală și America de Sudde Sud. Cuticula unor specii are capacitatea de fluorescență la iluminarea cu raze ultraviolete. Scorpionii Centruroides sunt foarte veninoși și pot ucide și un om adult, în Mexic în 2009 s-au înregistrat aproximativ 1 000 de victime. În lungime ei ating 80 - 110 mm, numărul de pieptine (organe senzitive) la masculi este de 26 - 36, la femele de 24 - 30. Gestația durează 5 - 6 luni, speranța de viață - cca 5 ani. 

## Sistematică

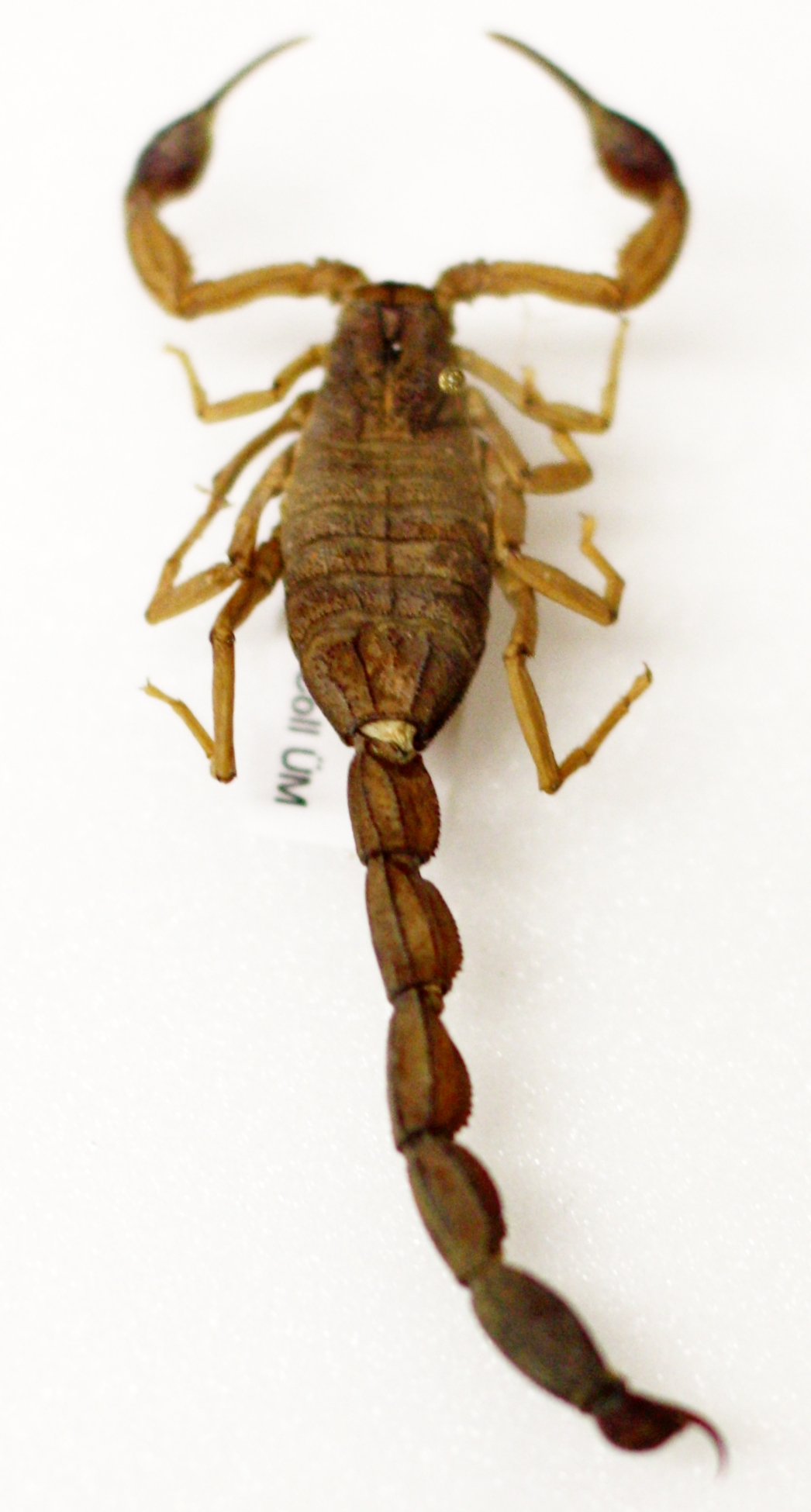
Centruroides margaritatus

Genu include mai multe specii, printre care:
- Centruroides anchorellus
- Centruroides arctimanus
- Centruroides barbudensis
- Centruroides bicolor
- Centruroides exilicauda
- Centruroides gracilis
- Centruroides guanensis
- Centruroides limbatus
- Centruroides margaritatus
- Centruroides nigropunctatus
- Centruroides polito
- Centruroides robertoi
- Centruroides sculpturatus
- Centruroides spectatus
- Centruroides vittatus